# بابلو غارسيا (موسيقي)
بابلو غارسيا (بالإسبانية: Pablo García Fernández)‏ هو موسيقي إسباني، ولد في 26 ديسمبر 1976 في أوفييدو في إسبانيا.

## وصلات خارجية
- بابلو غارسيا على موقع ميوزك برينز (الإنجليزية)